# Saxifraga gongshanensis
Saxifraga gongshanensis är en stenbräckeväxtart som beskrevs av Tsue Chih Ku. Saxifraga gongshanensis ingår i Bräckesläktet som ingår i familjen stenbräckeväxter. Inga underarter finns listade i Catalogue of Life.